# Æthelstan av East Anglia
Æthelstan av East Anglia, död 845, var en engelsk monark. Han var kung av East Anglia 827–845. 